# 蒙卡拉
蒙卡拉（法語：Montcarra，法語發音：[mɔ̃kaʁa]）是法国伊泽尔省的一个市镇，位于该省西北部，属于拉图尔迪潘区。

## 地理
蒙卡拉（45°36'47"N, 5°23'29"E）面积4.9 平方千米，位于法国奥弗涅-罗讷-阿尔卑斯大区伊泽尔省，该省份为法国东南部内陆省份，北起顺时针与安省、萨瓦省、上阿尔卑斯省、德龙省、阿尔代什省、卢瓦尔省和罗讷省。
与蒙卡拉接壤的市镇（或旧市镇、城区）包括：圣萨万、维尼约、罗什图瓦兰、吕伊-蒙索、圣谢夫、圣让德苏丹。

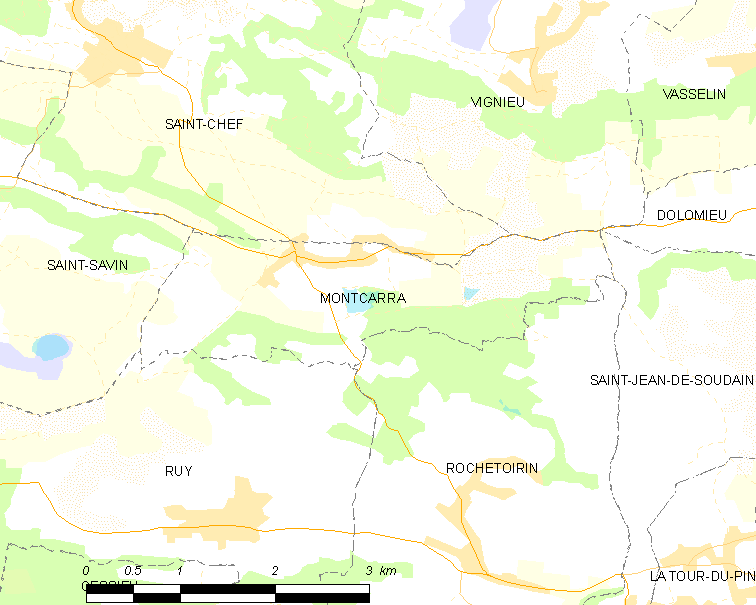
蒙卡拉的OSM定位图

蒙卡拉的时区为UTC+01:00、UTC+02:00（夏令时）。

## 行政
蒙卡拉的邮政编码为38890，INSEE市镇编码为38250。

## 政治
蒙卡拉所属的省级选区为拉图尔迪潘县。

## 人口

1962-2008年间蒙卡拉人口变化图示

蒙卡拉于2022年1月1日时的人口数量为606人。